# جاز و زندانیان
جاز و زندانیان (انگلیسی: Jazz and Jailbirds) یک فیلم کمدی صامت کوتاه آمریکایی است که در سال ۱۹۱۹ منتشر شد. از بازیگران این فیلم می‌توان به اولیور هاردی، جیمی اوبری، دوروثی ورنان، دوروثیا والبرت و ریچارد اسمیت اشاره کرد.